# Mohammed Al-Owais
Mohammed bin Khalil bin Ibrahim Al-Owais, född 10 oktober 1991 i Al-Hasa, är en saudisk fotbollsmålvakt som spelar för Al-Hilal och Saudiarabiens landslag.

## Landslagskarriär
Al-Owais debuterade för Saudiarabiens landslag den 15 november 2016 i en 2–1-förlust mot Japan.